# (4337) Arecibo
(4337) Arecibo (1985 GB) – planetoida z pasa głównego asteroid okrążająca Słońce w ciągu 5,89 lat w średniej odległości 3,26 j.a. Odkryta 14 kwietnia 1985 roku.